# William Stanhope (1626-1703)
Pour les articles homonymes, voir William Stanhope.
William Stanhope (18 décembre 1626 - 19 juin 1703) de Shelford (Nottinghamshire) est un homme politique qui est député de Nottingham de 1685 à 1687. 

## Biographie
Il est le fils de William Stanhope de Linby (Nottinghamshire) et d'Anne, la fille de Bassingbourne Gawdy de West Harling (Norfolk). Il succède à son père (qui a été député de Nottingham au Long Parlement) à sa mort en 1681, héritant des propriétés de son père à Linby et Shelford et est fait chevalier en 1683. 
Il est capitaine du régiment d'infanterie du comte de Chesterfield en 1667. Il est gentilhomme huissier de la reine Catherine de Bragance de 1665 à 1685 et valet de la Chambre de 1685 à 1689. Il est élu député de Nottingham en 1685. 
Il est décédé à l'âge de 76 ans et est enterré à Shelford. Il épouse Catherine, la fille de Richard Byron de Rochdale, mais n'a pas d'enfants. Il laisse Linby à son cousin William Stanhope et Shelford au demi-frère de son père, Philip Stanhope, qui est créé baron Stanhope de Shelford. 